# Lijst van orgelwerken van Dietrich Buxtehude
Deze lijst bevat de orgelwerken en één klavecimbelwerk van de Deens-Duitse componist Dietrich Buxtehude oplopend naar het BuxWV-nummer.

## Vrije orgelwerken
- BuxWV 136 — Prelude in C majeur
- BuxWV 137 — Prelude in C majeur
- BuxWV 138 — Prelude in C majeur
- BuxWV 139 — Prelude in D majeur
- BuxWV 140 — Prelude in d mineur
- BuxWV 141 — Prelude in E majeur
- BuxWV 142 — Prelude in e mineur
- BuxWV 143 — Prelude in e mineur
- BuxWV 144 — Prelude in F majeur
- BuxWV 145 — Prelude in F majeur
- BuxWV 146 — Prelude in fis mineur
- BuxWV 147 — Prelude in G majeur
- BuxWV 148 — Prelude in g mineur
- BuxWV 149 — Prelude in g mineur
- BuxWV 150 — Prelude in g mineur
- BuxWV 151 — Prelude in A majeur
- BuxWV 152 — Prelude in a mineur
- BuxWV 153 — Prelude in a mineur
- BuxWV 154 — Prelude in Bes majeur
- BuxWV 155 — Toccata in d mineur
- BuxWV 156 — Toccata in F majeur
- BuxWV 157 — Toccata in F majeur
- BuxWV 158 — Praeambulum in a mineur
- BuxWV 159 — Chaconne in c mineur
- BuxWV 160 — Chaconne in e mineur
- BuxWV 161 — Passacaglia in d mineur
- BuxWV 162 — Prelude in G majeur voor klavecimbel
- BuxWV 163 — Prelude in G majeur voor klavecimbel
- BuxWV 164 — Toccata in G majeur voor klavecimbel
- BuxWV 165 — Toccata in G majeur voor klavecimbel
- BuxWV 166 — Canzona in C majeur voor klavecimbel
- BuxWV 167 — Canzonetta in C majeur voor klavecimbel
- BuxWV 168 — Canzonetta in d mineur voor klavecimbel
- BuxWV 169 — Canzonetta in e mineur voor klavecimbel
- BuxWV 170 — Canzona in G majeur voor klavecimbel
- BuxWV 171 — Canzonetta in G majeur voor klavecimbel
- BuxWV 172 — Canzonetta in G majeur voor klavecimbel
- BuxWV 173 — Canzonetta in g mineur voor klavecimbel
- BuxWV 174 — Fuga in C majeur voor klavecimbel
- BuxWV 175 — Fuga in G majeur voor klavecimbel
- BuxWV 176 — Fuga in Bes majeur voor klavecimbel

## Koraal- enMagnificat-bewerkingen
- BuxWV 177 — Ach Gott und Herr
- BuxWV 178 — Ach Herr, mich armen Sünder
- BuxWV 179 — Auf meinen lieben Gott
- BuxWV 180 — Christ, unser Herr, zum Jordan kam
- BuxWV 181 — Danket dem Herren, denn er ist sehr freundlich
- BuxWV 182 — Der Tag, der ist so freudenreich
- BuxWV 183 — Durch Adams Fall ist ganz verderbt
- BuxWV 184 — Ein feste Burg ist unser Gott
- BuxWV 185 — Erhalt uns, Herr, bei deinem Wort
- BuxWV 186 — Es ist das Heil uns kommen her
- BuxWV 187 — Es spricht der Unweisen Mund wohl
- BuxWV 188 — Gelobet seist du, Jesu Christ
- BuxWV 189 — Gelobet seist du, Jesu Christ
- BuxWV 190 — Gott der Vater wohn uns bei
- BuxWV 191 — Herr Christ, der einig Gottes Sohn
- BuxWV 192 — Herr Christ, der einig Gottes Sohn
- BuxWV 193 — Herr Jesu Christ, ich weiß gar wohl
- BuxWV 194 — Ich dank dir, lieber Herre
- BuxWV 195 — Ich dank dir schon durch deinen Sohn
- BuxWV 196 — Ich ruf zu dir, Herr Jesu Christ
- BuxWV 197 — In dulci jubilo
- BuxWV 198 — Jesus Christus, unser Heiland
- BuxWV 199 — Komm, heiliger Geist, Herre Gott
- BuxWV 200 — Komm, heiliger Geist, Herre Gott
- BuxWV 201 — Kommt her zu mir, spricht Gottes Sohn
- BuxWV 202 — Lobt Gott, ihr Christen, allzugleich
- BuxWV 203 — Magnificat Primi Toni
- BuxWV 204 — Magnificat Primi Toni
- BuxWV 205 — Magnificat Noni Toni
- BuxWV 206 — Mensch, willt du leben seliglich
- BuxWV 207 — Nimm von uns, Herr
- BuxWV 208 — Nun bitten wir den heiligen Geist
- BuxWV 209 — Nun bitten wir den heiligen Geist
- BuxWV 210 — Nun freut euch, lieben Christen g'mein
- BuxWV 211 — Nun komm, der Heiden Heiland
- BuxWV 212 — Nun lob, mein Seel, den Herren
- BuxWV 213 — Nun lob, mein Seel, den Herren
- BuxWV 214 — Nun lob, mein Seel, den Herren
- BuxWV 215 — Nun lob, mein Seel, den Herren
- BuxWV 216 — O Lux beata, Trinitas
- BuxWV 217 — Puer natus in Bethlehem
- BuxWV 218 — Te Deum laudamus
- BuxWV 219 — Vater unser in Himmelreich
- BuxWV 220 — Von Gott will ich nicht lassen
- BuxWV 221 — Von Gott will ich nicht lassen
- BuxWV 222 — War Gott nicht mit uns diese Zeit
- BuxWV 223 — Wie schön leuchtet der Morgenstern
- BuxWV 224 — Wir danken dir, Herr Jesu Christ

## Canzonettavoorcembalo(BuxWV 225)
De Canzonetta voor Cembalo in a mineur (BuxWV 225) is nèt voor de publicatie van de catalogus gevonden en kon hierdoor niet juist in de catalogus worden verwerkt. In de lijst staat de canzonetta dan ook als eerste van de klavecimbelwerken, nog voor de 19 Suites.
- BuxWV 225 — Canzonetta in a mineur voor Cembalo